# Johannes Paul Raether
Johannes Paul Raether, kurz J. P. Raether (* 1977 in Heidelberg), ist ein deutscher Performance-Künstler und Hochschullehrer.

## Leben
Raether lebt und arbeitet in Berlin, wo er an der Universität der Künste in verschiedenen selbstorganisierten Projekten arbeitete, unter anderem in der Freien Klasse. Von 2006 bis 2011 war er Mitorganisator des Gruppenprojekts „Artist-run Space basso“ und beteiligte sich an dessen kollektiven Performances. Zusammen mit dem Duo Discoteca Flaming Star verwirklichte er unterschiedliche Performance-Projekte. Seine Arbeiten und Auftritte waren etwa im Kumu Tallinn (2010), in der Tensta Konsthall, Stockholm (2010), im Kunsthaus Bregenz (2012), im Hebbel am Ufer, Berlin (2012), im KW Institute for Contemporary Art, Berlin (2013), im Kunstraum Savvy Contemporary, Berlin (2014), auf dem Donaufestival, Krems (2014), im Programm „Foreign Affairs“ der Berliner Festspiele (2015, 2016) im Fridericianum, Kassel (2015), auf der Piazza della Signoria, Florenz (2015), bei IKEA, Warschau (2017) und Bergen (2022), beim Goethe-Institut, Karatschi (2019), am Tagebau Garzweiler, Lützerath (2022), sowie in Einzelausstellungen zu sehen, unter anderem in der Galerie September, Berlin (2011), im Künstlerhaus Stuttgart (2012), im Ludlow 38, New York City (2014), in der Transmission Gallery, Glasgow (2015), und im Kunstverein für die Rheinlande und Westfalen, Düsseldorf (2016).
2015 erhielt er den Villa-Romana-Preis. Seit 2019 hat er eine Professur an der Akademie der Bildenden Künste Nürnberg. Dort leitet er das englischsprachige Performance-Master-Programm „Live Art Forms“.
Seit den 2000er Jahren spielt Raether Kunstfiguren wie „Transformella“, „Protektorama“ und „Schwarmwesen“, die auf neue Technologien, neurowissenschaftliche Theorien von N. Katherine Hayles und Psychedelik sowie auf die Kritik alltäglicher Lebens- und Konsumwelten in der „kapitalistischen Moderne“ rekurrieren. Ideen von Silvia Federici folgend, strebt er durch die Auftritte seiner Figuren eine Entzauberung dieser Welten und eine umfassende Transformation an, auch eine Überwindung hergebrachter Verständnisse menschlicher Identität. Beeinflusst wurde er von Ideen der Queer-Theorie und des Transhumanismus, etwa durch Schriften von Paul B. Preciado und Donna Haraway.
Die Kunstfiguren, die er als „Identitekt“ entwickelt, setzen sich aus Versatzstücken zusammen, die sich auf ihren jeweiligen Aufführungsort beziehen, so das 2015 in Florenz entstandene „Schwarmwesen“ etwa aus touristischen Accessoires, aus einer David-„Imitationshose“ und Kopien der berühmten Skulptur, einem typischen Touristen-Rucksack, einem umfunktionieren Fotostativ als „Geweih“, das mit Souvenirs behängt ist, und Kameragurten, die ein „barockes“ Kleid ergeben. Als „Transformella“, eine hysterisch-subversive Drag-Figur, die sich als eine Avatara begreift, suchte der Künstler zusammen mit Performance-Teilnehmern, die den Erzählungen der Figur über Empfänger und Kopfhörer folgten, Möbelhäuser von IKEA auf. Im Rahmen der Berliner Festspiele 2016 beehrte er als „Protektorama“ den Apple-Store auf dem Kurfürstendamm mit einem Besuch.